# Långviksmon
Långviksmon – miejscowość (tätort) w Szwecji w gminie Örnsköldsvik w regionie Västernorrland. Około 223 mieszkańców.